# Octarrhena
Octarrhena – rodzaj roślin z rodziny storczykowatych (Orchidaceae). Obejmuje 53 gatunki występujące w Azji Południowo-Wschodniej w takich krajach i regionach: Archipelag Bismarcka, Borneo, Fidżi, Jawa, Nowa Kaledonia, Filipiny, Queensland, Wyspy Salomona, Sri Lanka, Celebes, Sumatra, Vanuatu, Wietnam.

## Systematyka
Rodzaj sklasyfikowany do podplemienia Thelasiinae w plemieniu Podochileae, podrodzina epidendronowe (Epidendroideae), rodzina storczykowate (Orchidaceae), rząd szparagowce (Asparagales) w obrębie roślin jednoliściennych.
Wykaz gatunków
- Octarrhena amesiana Schltr.
- Octarrhena angraecoides (Schltr.) Schltr.
- Octarrhena angustifolia (Schltr.) Schuit.
- Octarrhena angustissima (Schltr.) Schuit.
- Octarrhena aporoides (Schltr.) Schuit.
- Octarrhena aristata P.Royen
- Octarrhena bilabrata (P.Royen) W.Kittr.
- Octarrhena brassii (L.O.Williams) Schuit.
- Octarrhena calceiformis (J.J.Sm.) P.Royen
- Octarrhena celebica Schltr.
- Octarrhena cordata P.Royen
- Octarrhena cucullifera J.J.Sm.
- Octarrhena cupulilabra P.Royen
- Octarrhena cylindrica J.J.Sm.
- Octarrhena cymbiformis J.J.Sm.
- Octarrhena elmeri (Ames) Ames
- Octarrhena emarginata Aver., Vuong & V.C.Nguyen
- Octarrhena ensifolia (Ames) Schltr.
- Octarrhena exigua Schltr.
- Octarrhena falcifolia (Schltr.) Schuit.
- Octarrhena filiformis (L.O.Williams) P.Royen
- Octarrhena firmula Schltr.
- Octarrhena gemmifera Ames
- Octarrhena gibbosa J.J.Sm.
- Octarrhena goliathensis J.J.Sm.
- Octarrhena gracilis (L.O.Williams) Schuit.
- Octarrhena hastipetala J.J.Sm.
- Octarrhena latipetala (J.J.Sm.) Schuit.
- Octarrhena lorentzii J.J.Sm.
- Octarrhena macgregorii (Schltr.) Schltr.
- Octarrhena mendumiana Schuit. & de Vogel
- Octarrhena miniata (Schltr.) Schltr.
- Octarrhena minuscula Aver. & Duy
- Octarrhena oberonioides (Schltr.) Schltr.
- Octarrhena obovata (J.J.Sm.) P.Royen
- Octarrhena parvula Thwaites
- Octarrhena perpusilla Aver. & Eskov
- Octarrhena platyrachis P.Royen
- Octarrhena podochiloides (Schltr.) Schuit.
- Octarrhena purpureiocellata P.Royen
- Octarrhena pusilla (F.M.Bailey) Dockrill
- Octarrhena reflexa (J.J.Sm.) Schuit.
- Octarrhena saccolabioides (Schltr.) Schltr.
- Octarrhena salmonea P.Royen
- Octarrhena spathulata (Schltr.) Schuit.
- Octarrhena tenuis (J.J.Sm.) J.J.Sm.
- Octarrhena torricellensis Schltr.
- Octarrhena trigona (J.J.Sm.) P.Royen
- Octarrhena umbellulata Schltr.
- Octarrhena uniflora Schuit. & de Vogel
- Octarrhena vanvuurenii J.J.Sm.
- Octarrhena vitellina (Ridl.) Schltr.
- Octarrhena wariana Schltr.